# بخش کدکن
بخش کدکن یکی از بخش‌های شهرستان تربت حیدریه در استان خراسان رضوی ایران است. مردم شهر کدکن مرکز این بخش با گویش نیشابوری تکلم می‌کنند.

## تقسیمات کشوری
- بخش کدکن
  - دهستان کدکن
  - دهستان رقیچه

شهرها: کدکن

## جمعیت
بنابر سرشماری مرکز آمار ایران، جمعیت بخش کدکن شهرستان تربت حیدریه در سال ۱۳۹۵ برابر با ۱۲٬۸۰۵ بوده‌است.